# Сен-Пьер-д’Обези
Сен-Пьер-д’Обези́ (фр. Saint-Pierre-d'Aubézies) — коммуна во Франции, находится в регионе Юг — Пиренеи. Департамент — Жер. Входит в состав кантона Эньян. Округ коммуны — Миранд.
Код INSEE коммуны — 32403.

## География
Коммуна расположена приблизительно в 610 км к югу от Парижа, в 105 км западнее Тулузы, в 34 км к западу от Оша.
На северо-востоке коммуны протекает река Дуз.

## Климат
Климат умеренно-океанический. Лето жаркое и немного дождливое, температура часто превышает 35 °С. Зимой часто бывает отрицательная температура и ночные заморозки. Годовое количество осадков — 700—900 мм.

## Население
Население коммуны на 2010 год составляло 78 человек.
| 1962 | 1968 | 1975 | 1982 | 1990 | 1999 | 2010 |
| ---- | ---- | ---- | ---- | ---- | ---- | ---- |
| 123  | 108  | 105  | 93   | 85   | 74   | 78   |

## Администрация
| Период | Период | Фамилия     | Партия | Примечания |
| ------ | ------ | ----------- | ------ | ---------- |
| 2001   | 2008   | Шарль Жазед |        |            |
| 2008   | 2020   | Робер Паш   |        |            |

## Экономика
В 2010 году среди 46 человек трудоспособного возраста (15-64 лет) 29 были экономически активными, 17 — неактивными (показатель активности — 63,0 %, в 1999 году было 76,6 %). Из 29 активных жителей работали 28 человек (20 мужчин и 8 женщин), безработным был 1 мужчина. Среди 17 неактивных 1 человек был учеником или студентом, 10 — пенсионерами, 6 были неактивными по другим причинам.

## Достопримечательности
- Церковь Св. Петра (1602)
- Руины романской церкви

## Фотогалерея

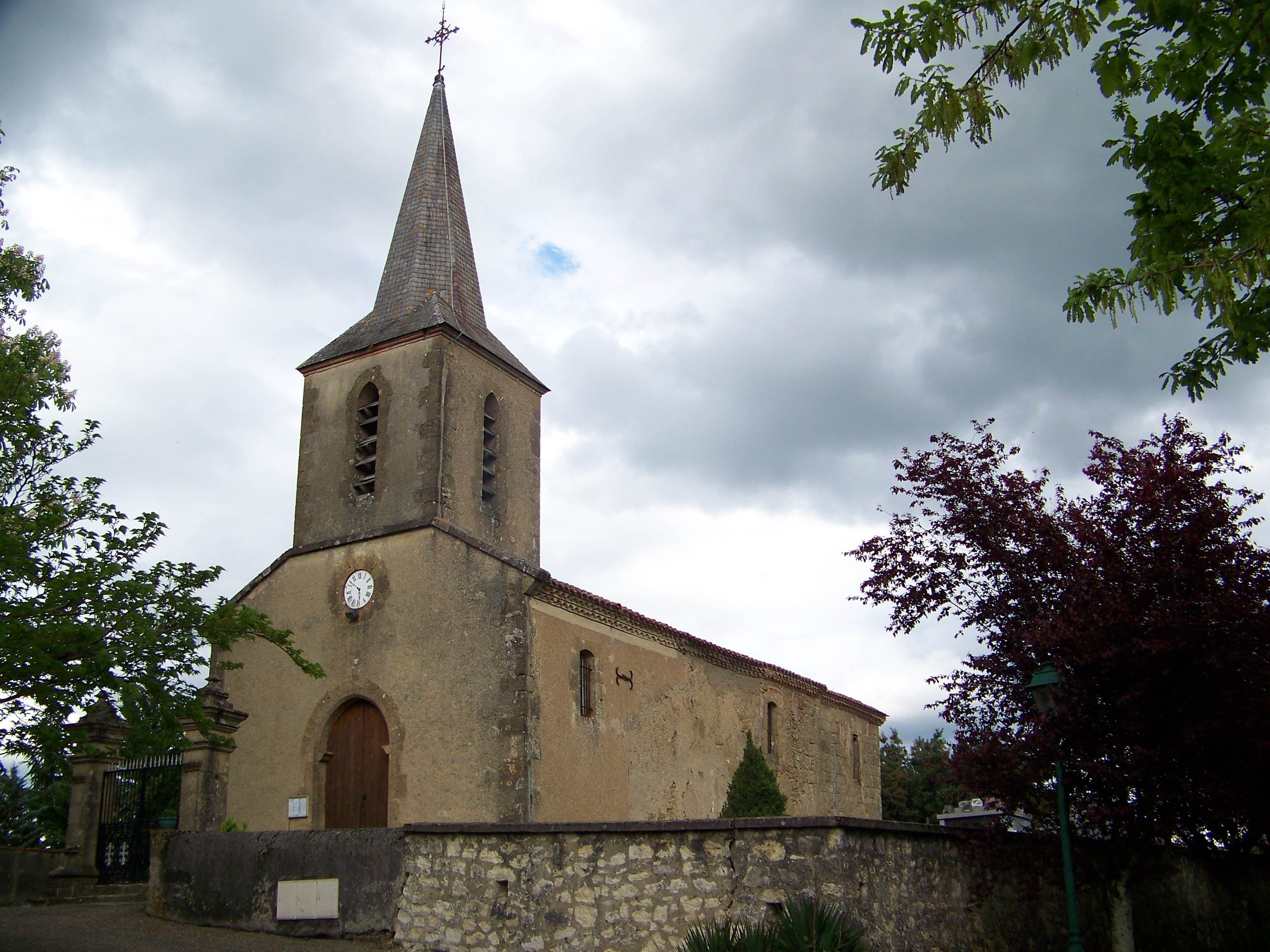
Церковь Св. Петра
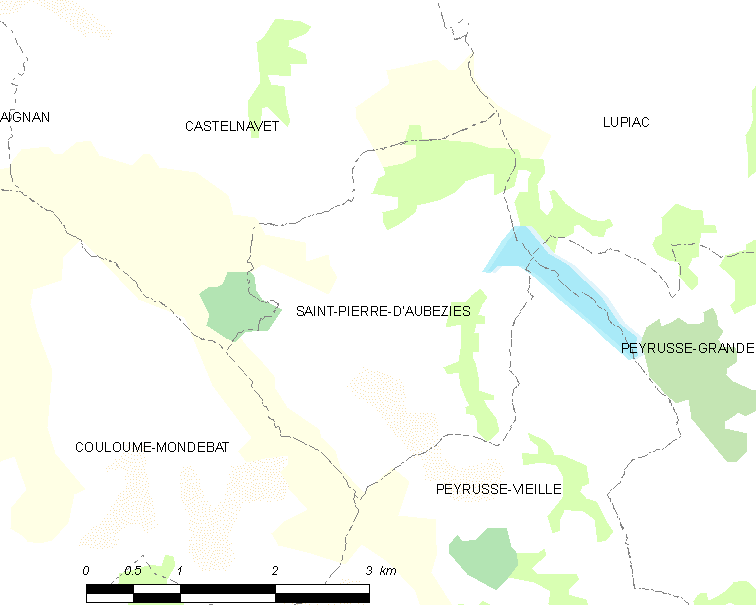
Карта коммуны